# Schleifreisen
Schleifreisen település Németországban, azon belül Türingiában. Lakosainak száma 417 fő (2023. december 31.). Schleifreisen Bad Klosterlausnitz, Reichenbach/O.L., St. Gangloff, Mörsdorf, Bollberg, Bobeck, Hermsdorf és Reichenbach községekkel határos.

## Népesség
A település népességének változása:
| Lakosok száma | 412  | 412  | 418  | 421  | 417  |
|               | 2017 | 2019 | 2021 | 2022 | 2023 |